# Морен, Свен
Свен Морен (норв. Sven Moren; 24 октября 1871, Трюсиль губернии Хедмарк в Норвегии — 14 декабря 1938, там же) — норвежский писатель
, поэт, драматург, политик, общественный деятель.
Член Либеральной партии Норвегии. Председатель норвежского культурного общества Noregs Ungdomslag (1899—1901 и 1915—1919).

## Биография
Родился в семье фермеров.
Дебютировал как поэт в 1895 году со сборником поэзии «Vers». Следующий сборник «Hildring» вышел в 1897 году. Рассказ «Paa villstraa» был опубликован в 1898 году. В 1907 году издал книгу «Svartelva» с лирическими описаниями природы. В 1909 году книгу для детей «Den store tømmerdrifta». В 1915 году опубликовал детскую книгу «Dei morlause gutane» и «Skardfjellet», а также пьесу «Vaarflaumen». Среди других романов Морена были «Garden og bygda» (1924), «Grøndalskongen» (1925) и «Vegaskile» (1926).
С 1915 по 1928 год — член совета Союза норвежских писателей.
Политик. Участник Парламентских выборов в Норвегии в 1915 году от Либеральной партии Норвегии.
Отец поэтессы Халдис Мурен Весос и писателя Зигмунда Морена.